# Chiesa di Notre-Dame-de-l'Arche-d'Alliance
La chiesa di Nostra Signora dell'Arca dell'Alleanza (in francese église Notre-Dame-de-l'Arche-d'Alliance) è una chiesa di Parigi sita in rue d'Alleray 81, che dà il nome alla parrocchia cattolica romana che è stata creata attorno ad essa.
La parrocchia è situata nella parte sud orientale del XV arrondissement, a poca distanza dalla stazione ferroviaria di Montparnasse, al confine con il XIV arrondissement. I suoi "confini" sono rappresentati da rue Corbon e rue de La Quintinie a ovest; da rue Bargue, rue Platon e rue A. Maillol a nord; dalla "frontiera" tra il XV e il XIV arrondissement a est e sud est, da rue de l'Harmonie, rue Labrouste e rue de Vouillé a sud.
La chiesa di Notre-Dame de l'Arche d'Alliance, esempio significativo di architettura sacra del XX secolo, è stata realizzata dagli architetti dell'Architecture-Studio, i realizzatori dell'edificio del Parlamento europeo di Strasburgo. I lavori di costruzione della chiesa sono terminati nel 1998 quando è stata ufficialmente creata l'omonima parrocchia, frutto della sottrazione di una parte del territorio delle parrocchie vicine.
Numerosi richiami a passi delle Sacre Scritture e al cristianesimo sono presenti nei materiali, e nelle forme di questo luogo di culto. La forma dell'edificio richiama lo scrigno dell'Arca dell'Alleanza tra Dio e gli Uomini, mentre la struttura metallica che lo avvolge rappresenta l'irradiamento della parola di Dio. Su tutte le pareti esterne della chiesa (ricoperte di pannelli lignei) è inciso il testo della preghiera dell'Ave Maria. La chiesa poggia su dodici pilastri, che rappresentano i dodici apostoli e le dodici tribù d'Israele, all'interno del quale è stato collocato il battistero. Due grandi mosaici moderni, realizzati dall'artista Martial Raysse, posti sulla parete sud e sulla parete nord dell'edificio, raffigurano l'incontro tra Maria e sua cugina Elisabetta e la danza del Re Davide di fronte all'Arca dell'Alleanza. 
Durante le funzioni liturgiche la chiesa può ospitare fino a 400 persone su tre piani.
Nel territorio della parrocchia, nel quale risiedono circa 18.000 persone, non vi sono fermate della metropolitana che però si trovano appena al di fuori dei suoi confini. La linea 12 del metro ferma a Vaugirard e a Volontaires, mentre le fermate più vicine della linea 13 sono quelle di Pernety e Plaisance. La fermata Pasteur, anch'essa poco distante, è comune alle linee 6 e 12.